# Doodijsgat

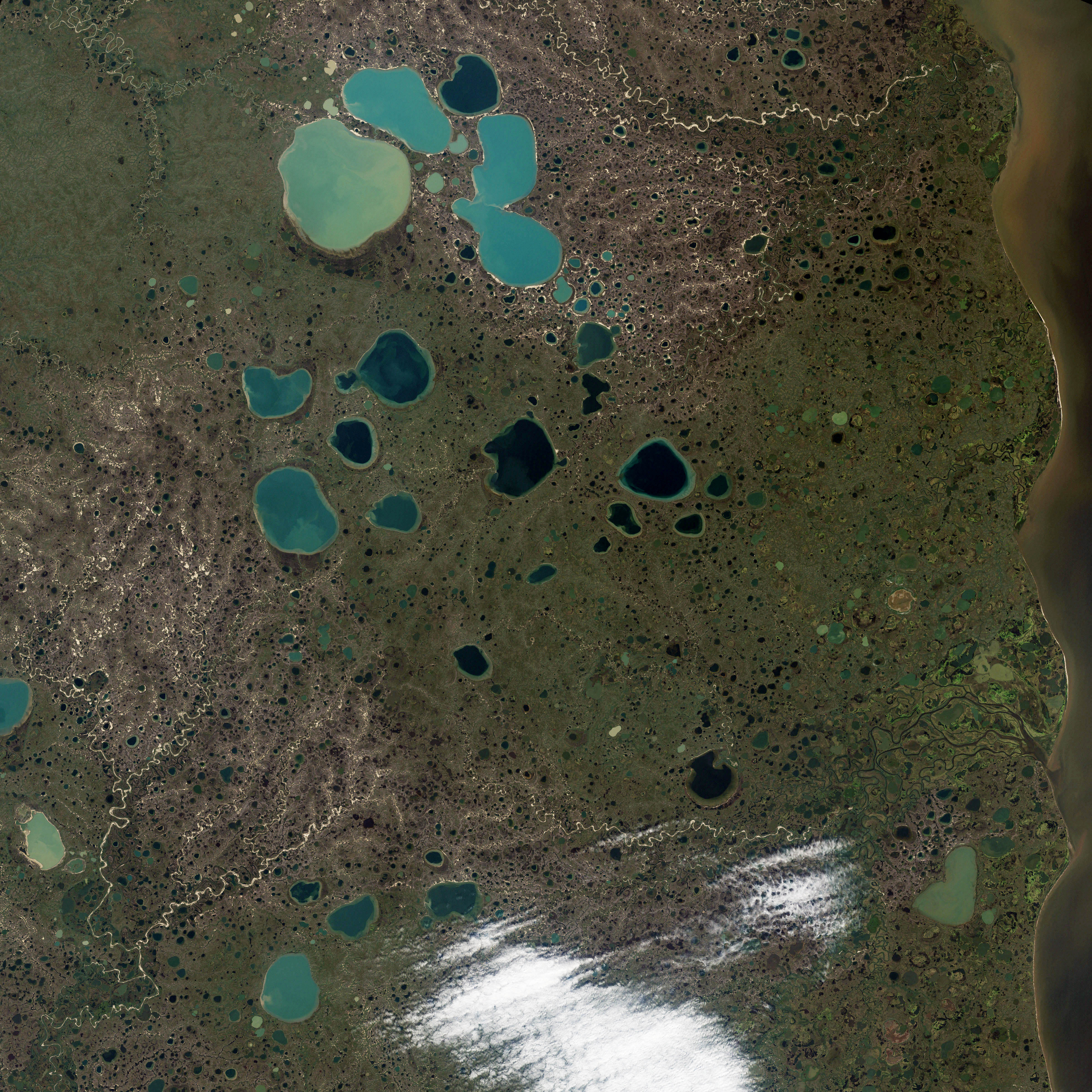
Doodijsgaten in Siberië

Een doodijsgat (Engels: kettle hole, Duits: söll of toteiskessel), ook doodijskom of doodijskuil genoemd, ontstaat wanneer het ijs smelt en de actieve gletsjer zich terugtrekt. Brokken ijs die voor de gletsjer blijven liggen (doodijs) vormen een depressie, ook als het ijs gesmolten is. Het doodijsgat moet niet worden verward met sandrs, die voor de gletsjer uitstromen en sedimenteren. Ook dient het niet te worden verward met een pingo(ruïne) of palsa, die ontstaan onder invloed van uitzettend bevroren water.
Ten zuidoosten van Garderen liggen enkele doodijsgaten.

## Trivia
Doodijsgaten spelen een rol in het boek Nooit meer slapen van Willem Frederik Hermans. 